# На полі крові (драматична поема)
«На полі крові» — драматична поема української поетеси Лесі Українки 1909 року.

## Історія створення
Авторка ґрунтовні монографії про творчість Лесі Українки Олександра Вісич відмічає специфіку побудови драма-поеми «На полі крові» як зразок відкритої драми, оскільки вона „фактично позбавлена жорстких композиційних меж «початок-кінець»“. Леся Українка належала до авторів, які «проявляють непередбачуваність розвитку первинної моделі твору, нерідко вона відступала від чисто раціоналістичної заданості».

## «На полі крові» у мистецтві
Екранізації
- 2001 — «На полі крові. Aceldama»; реж. Ярослав Лупій — фільм створено за мотивами біблейних творів Лесі Українки: «На полі крові», «Йоганна, жінка Хусова», «Одержима»

Театральні постановки
- 1995, 17 грудня — «Апокрифи»; реж. Володимир Кучинський (Львівський театр імені Леся Курбаса) — у виставі використано поеми «На полі крові» і «Йоганна, жінка Хусова»[3]
- 2001 — моновистава «На полі крові»; реж. Ірина Волицька (Творча майстерня «Театр у кошику», м. Львів)[4]
- 2009 — «На полі крові»; реж. ??? (Луцький театр «ГаРмИдЕр»)
- 2009, 6 травня — «На полі крові»; реж. Юрій Розстальний, худ. Федір Алєксандрович (Національний академічний драматичний театр імені Івана Франка) — прем'єра на сцені у фоє, з 19 лютого 2011 року — на Камерній сцені ім. Сергія Данченка. Ролі виконують Остап Ступка (Юда), Дмитро Рибалевський (Прочанин)[5][6]
- 2009, 17 травня — «На полі крові»; реж. Орест Пастух (Коломийський академічний обласний український драматичний театр імені Івана Озаркевича)[7]
- 2017, 30 березня — «На полі крові»; реж. Руслан Гришко («Гайдамаки ХХІ ст.» Український драматичний театр (м. Київ)[8]
- 2020, 15 жовтня — «На полі крові»; реж. Павло Кільницький (Івано-Франківський академічний обласний театр ляльок імені Марійки Підгірянки)[9]
- 2020, 22 грудня — «Саронська квітка, або інша сторона гріха»; реж. Денис Федєшов (Чернігівський обласний академічний український музично-драматичний театр імені Тараса Шевченка) — у виставі використано поеми «На полі крові» і «Йоганна, жінка Хусова»
- 2021, 25 лютого — «На полі крові»; реж. Євген Скрипник (Кіровоградський академічний український музично-драматичний театр імені М. Л. Кропивницького)
- 2021, 25 лютого — «На полі крові»; реж. Іван Данілін (Рівненський обласний академічний український музично-драматичний театр)
- 2021, 27 лютого — «На полі крові»; реж. Тетяна Лещова (Запорізький академічний обласний український музично-драматичний театр імені Володимира Магара)[10]